# Hymenoscyphus infarciens
Hymenoscyphus infarciens är en svampart som först beskrevs av Vincenzo de Cesati, och fick sitt nu gällande namn av Dennis 1964. Hymenoscyphus infarciens ingår i släktet Hymenoscyphus och familjen Helotiaceae.   Inga underarter finns listade i Catalogue of Life.